# Bridger-Teton National Forest
Bridger-Teton National Forest is een wettelijk beschermd bosgebied gelegen in het westen van de Amerikaanse staat Wyoming. Het gehele national forest beslaat een oppervlakte van 13770 km2 en is daarmee het op twee na grootste National Forest buiten Alaska. In het noorden grenst het Bridger-Teton National Forest aan Yellowstone National Park, in het westen aan Grand Teton National Park en Caribou-Targhee National Forest en in het oosten aan Shoshone National Forest. De oostgrens van het natuurgebied loopt eveneens langs de Continental Divide, de waterscheidingslijn doorheen de Verenigde Staten.
Het natuurgebied grens aan of bevat ook delen van enkele gebergtes, zoals het Wyominggebergte nabij de grens met Idaho, het Wind Rivergebergte, de Absaroka Range en het Salt Rivergebergte. Daarnaast valt het National Forest ook binnen het 81000 km2 grote Greater Yellowstone Ecosysteem.

## Beschrijving

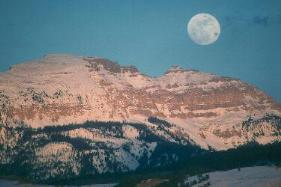
Sleeping Indian Peak in het Bridger-Teton National Forest

Binnen het Bridger-Teton National Forest behoren maar liefst 40 bergen tot de zogenaamde “twaalfduizenders”, een term die in Angelsaksische landen gebruikt wordt om bergen met een hoogte van minstens 12000 voet (ca. 3700 m) aan the duiden. De hoogste van deze bergen is Gannett Peak in de Wind River Range, die met een hoogte van 4209 m tevens de hoogste berg van Wyoming is. Het hoogste punt van de Teton Wilderness is Younts Peak (3705 m), deel van de Absaroka Range. De gebergtes van Bridger-Teton Nation Forest maken deel uit van de Centrale Amerikaanse Rocky Mountains.
Dankzij deze bergen en de hoge sneeuwval in de winter hebben vele beken en rivieren hun bron in het Bridger-Teton National Forest. Een aantal daarvan groeit verder stroomafwaarts uit tot regionaal zeer belangrijke rivieren, zoals de Yellowstone, Snake en Green River rivieren. Daarnaast bevinden zich nog enkele van de grootste Amerikaanse gletsjers (buiten Alaska) zich in het natuurgebied, evenals de overblijfselen van de Gros Ventre-aardverschuiving, een van de grootste aardverschuivingen uit de recente geschiedenis.
Het Bridger-Teton National Forest is te bereiken vanuit het noorden, langs de U.S. Highway 26/287 langs de Togwotee Pass over de Continental Divide. Vanuit het zuiden is het natuurgebied te bereiken via de U.S. Highways 89 en 191 nabij Jackson.

## Ecologie
De voornaamste boomsoorten binnen de grenzen van het Bridger-Teton National Forest zijn de draaiden (Pinus contorta; en.: lodgepole pine), de engelmannspar (Picea engelmanni), de douglasspar (Pseudotsugo menziesii), de asgrijze den (Pinus albicaulis), Abies lasiocarpa en populier (Populus). 
Op lagere hoogtes wordt de flora eerder gedomineerd door wilgen,  alsem (Artemisia) en grassen, terwijl boven de boomgrens voornamelijk alpenweides te vinden zijn. Onder de ruim 75 zoogdiersoorten die in het gebied voorkomen vallen de bedreigde grizzlybeer, de wolf en de zwartvoetbunzing. Meer algemene soorten zijn onder andere de Amerikaanse zwarte beer, de wapiti, het eland, het muildierhert, de bizon, de poema, het dikhoornschaap, de coyote en de gaffelbok. Ruim 350 vogelsoorten zijn waargenomen in het natuurgebied, waaronder de Amerikaanse zeearend en andere havikachtigen, de slechtvalk, de trompetzwaan, de Canadese kraanvogel en de grijze notenkraker.

### Wildernis
Een derde van Bridger-Teton National Forest, of zo'n 4900 km², is beschermd als wildernis. Er zijn drie speciale beschermingszones aangeduid als wildernis, namelijk Gros Ventre, Bridger en Teton Wilderness. Alle drie vallen onder het zogenaamde National Wilderness Preservation System, dat een hogere graad van bescherming geniet dan een National Park of National Forest.
Binnen Teton Wilderness ligt de meest afgelegen plaats van de hele Verenigde Staten (buiten Alaska). Dit punt is het verst verwijderd is van wegen (iets meer dan 30 kilometer) en bevindt zich nabij de berg Hawks Rest (in de buurt van Bridger Lake), even ten zuiden van de grens met Yellowstone National Park.

#### Parting of the Waters
Op Two Ocean Pass, in de Teton Wilderness, ligt een bijzondere (natuurlijke) bifurcatie. Het water van North Two Ocean Creek stroomt op de Continental Divide en splitst zich nabij Two Ocean Pass in twee stromen, waarbij Pacific Creek naar het westen stroomt, naar de Grote Oceaan; en Atlantic Creek naar het oosten stroomt, naar de Atlantisch Oceaan.

## Recreatie

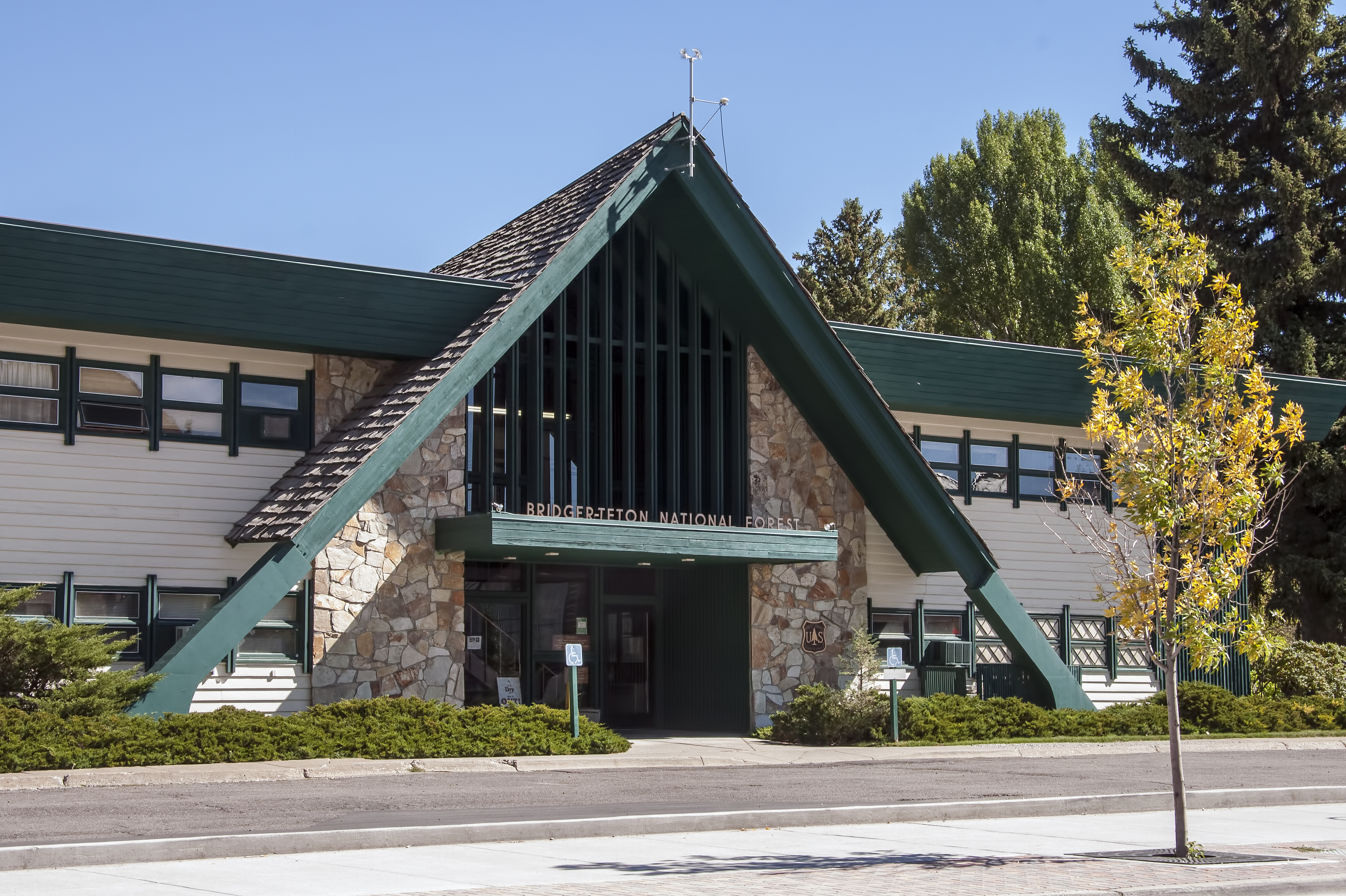
Hoofdkwartier van het Bridger-Teton National Forest in Jackson, Wyoming

Het Bridger-Teton National Forest omvat ruim 3200 km aan begaanbare paden, waarvan sommige verbonden zijn met paden binnen het Yellowstone National Park. Er zijn tientallen kampeerterreinen, waarvan sommige met de camper bereikbaar zijn.
Nachtvorst is het ganse jaar door mogelijk. In de zomer loopt de dagtemperatuur makkelijk op tot door de 20 °C terwijl in de winter de temperaturen kunnen zakken tot onder -45 °C. Muggen zijn in de late lente en vroege zomer een jaarlijks ongemak.

## Beheer
Oorspronkelijk bestond het natuurgebied uit de twee afzonderlijke bossen Bridger National Forest en Teton National Forest. Gelijkaardig aan wat gebeurde met het aangrenzende Caribou-Targhee National Forest, werden beide bossen administratief samengevoegd in 1973. 
Het Bridger National Forest kende in 1923 een uitbreiding doordat het Wyoming National Forest er in opging. Het Wyoming National Forest zelf, ontstond in 1908 uit het Yellowstone Forest Reserve, dat op zijn beurt opgericht werd in 1904 Gelijktijdig met het Yellowstone Forest Reserve werd het Teton Forest Reserve opgericht, dat later het Teton National Forest werd.
Districtbureau’s van waaruit het natuurgebied beheerd worden, zijn gelegen in Pinedale, Kemmerer, Big Piney, Buffalo, Afton en Jackson, in Wyoming. Het hoofdkwartier van waaruit het Bridger-Teton National Forest beheerd wordt, is gelegen in Jackson.

## County’s
Onderstaande lijst geeft de county’s over welke het Bridger-Teton National Forest gespreid is. De lijst is in aflopende volgorde van oppervlakte bos per county.
- Sublette
- Teton
- Lincoln
- Park
- Fremont

## Fotogalerij

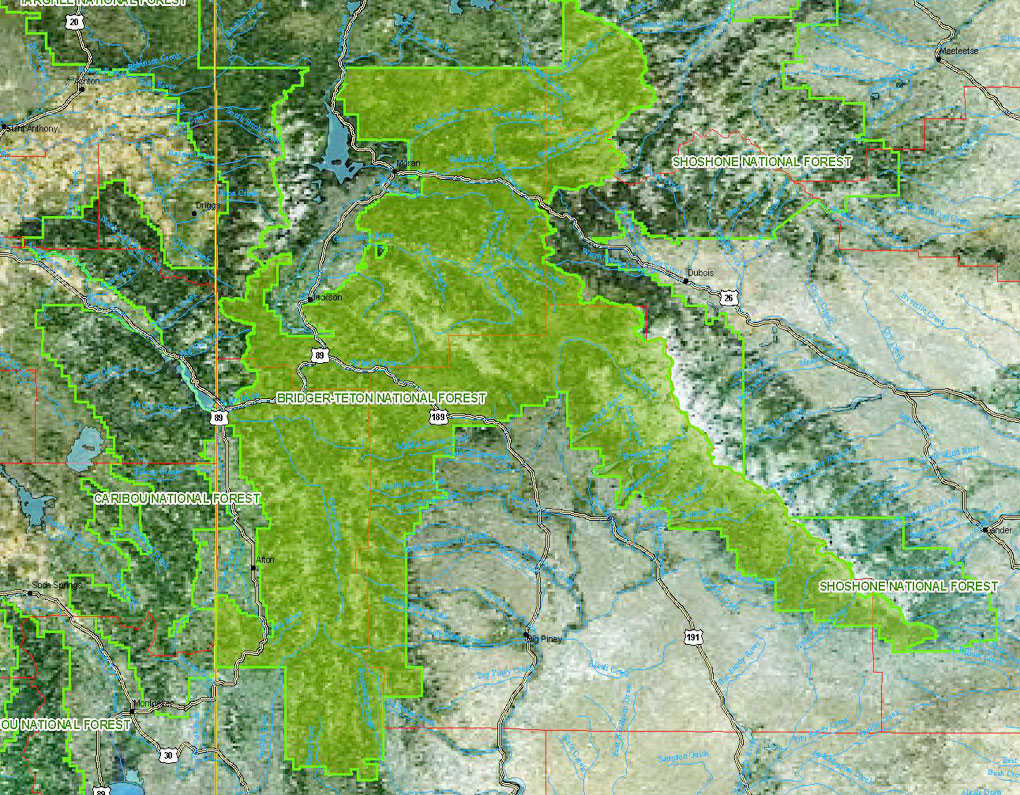
Bridger-Teton National Forest Map
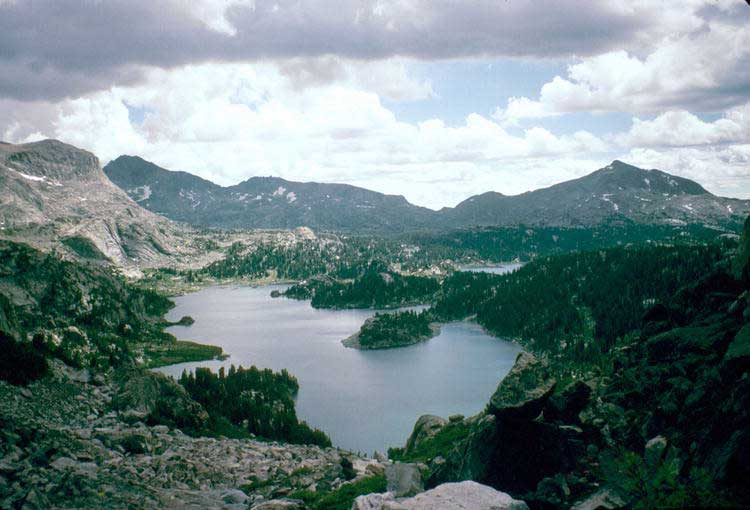
Cook Lake
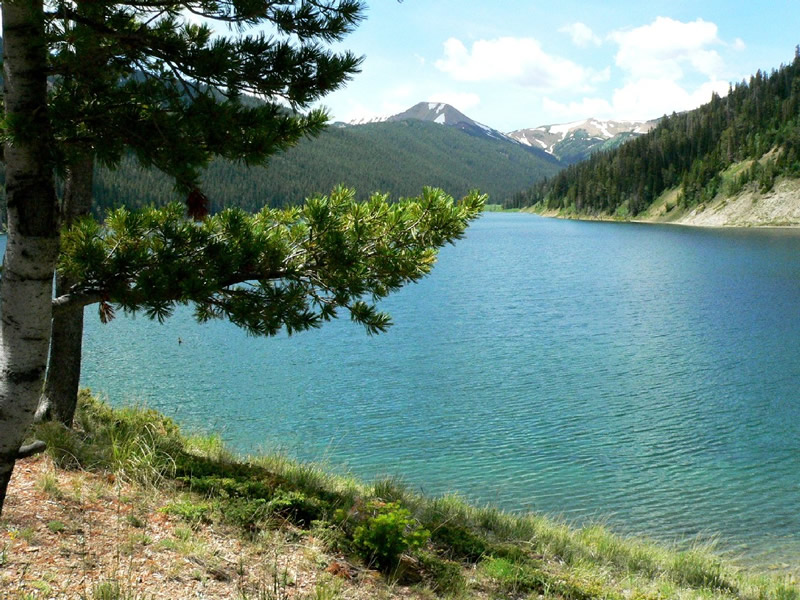
Middle Piney Lake
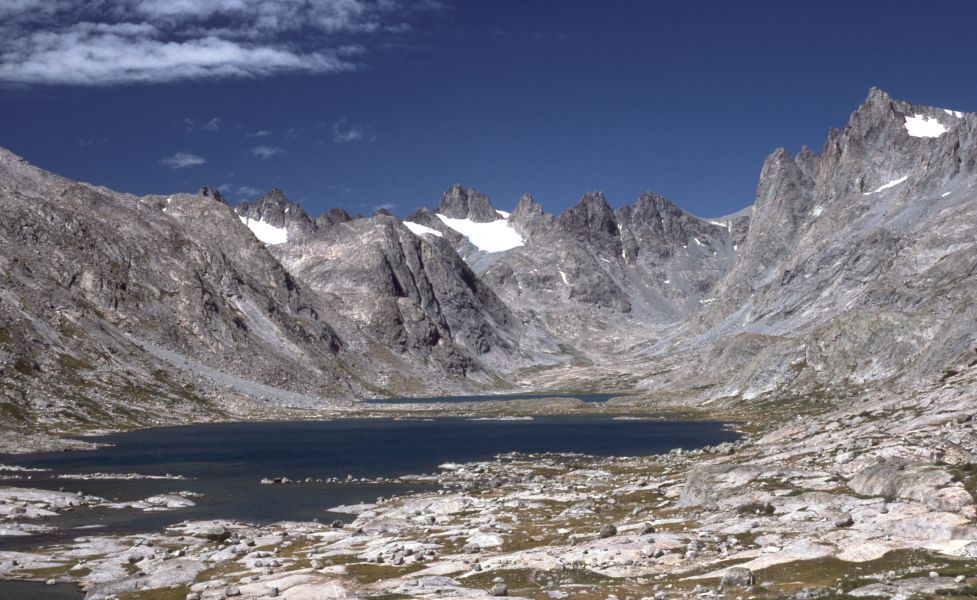
Titcomb Lakes
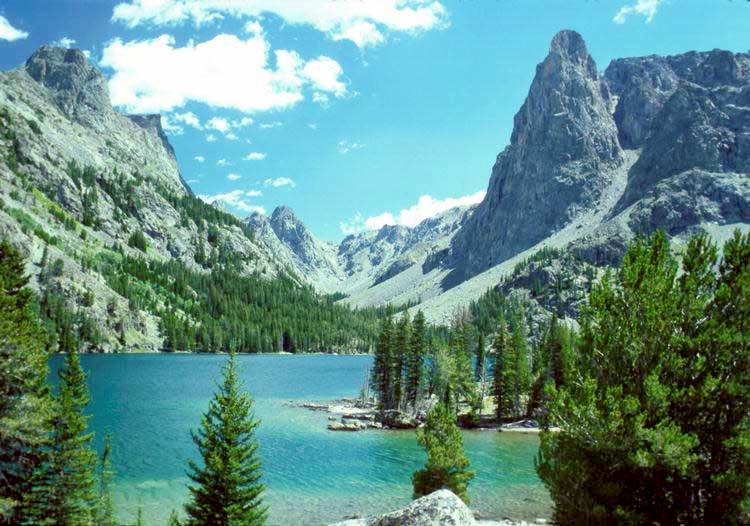
Slide Lake